# Benoît Costil
Benoît Costil (Caen, 3 de julio de 1987) es un futbolista francés. Juega de guardameta y se encuentra sin equipo tras abandonar la U. S. Salernitana 1919.

## Trayectoria

### Stade Malherbe Caen
Costil debutó el 12 de agosto de 2005 con el Stade Malherbe Caen sustituyendo al guardameta titular Vincent Planté.
El 19 de marzo de 2007 amplió su contrato por tres años con el Stade Malherbe Caen, con la esperanza de convertirse en el Guardameta titular.

### Vannes
En junio de 2008 fue cedido por una temporada al Vannes de la Ligue 2 donde jugó 27 partidos. Al terminar la temporada, regresó a Caen donde fue liberado de su último año de contrato con el Stade Malherbe Caen, posteriormente sería reemplazado por Alexis Thébaux.

### CS Sedan-Ardennes
El 17 de junio de 2009, Costil llega a un acuerdo con el C. S. Sedan-Ardennes, donde se encuentra con Yohann Eudeline, también exjugador del Stade Malherbe Caen. Jugó su primer partido con su nuevo equipo en la Copa de la Liga de Francia en la victoria 2-0 ante su exequipo el Stade Malherbe Caen. Participó en todos los partidos de todas las competiciones durante la temporada 2009-10.

### Stade de Rennes
Al terminar su contrato por dos años con el C. S. Sedan-Ardennes, el 14 de junio de 2011, Costil firmó un contrato por tres años con el Stade de Rennes.

## Selección nacional

### Sub-21
Costil fue convocado a la selección francesa sub-21 que disputó el Torneo Esperanzas de Toulon de 2008.

### Selección absoluta
El 5 de octubre de 2014, tras la lesión de Stéphane Ruffier. Costil fue llamado por primera vez a la selección de Francia por Didier Deschamps, para participar en dos partidos amistosos contra Portugal y Armenia.

## Clubes
| Club                       | País    | Año       |
| -------------------------- | ------- | --------- |
| S. M. Caen                 | Francia | 2005-2008 |
| Vannes O. C. (cedido)      | Francia | 2008-2009 |
| C. S. Sedan-Ardennes       | Francia | 2009-2011 |
| Stade de Rennes F. C.      | Francia | 2011-2017 |
| F. C. Girondins de Burdeos | Francia | 2017-2022 |
| A. J. Auxerre              | Francia | 2022-2023 |
| Lille O. S. C.             | Francia | 2023      |
| U. S. Salernitana 1919     | Italia  | 2023-2024 |

## Palmarés

### Títulos internacionales
| Título                      | Club (*)       | Sede    | Año  |
| --------------------------- | -------------- | ------- | ---- |
| Campeonato de Europa Sub-17 | Francia sub-17 | Francia | 2004 |
| Liga de Naciones de la UEFA | Francia        | Italia  | 2021 |

(*) Incluyendo la selección.